# 宮崎市立学園木花台小学校
宮崎市立学園木花台小学校（みやざきしりつがくえんきばなだいしょうがっこう）は、宮崎県宮崎市学園木花台南2丁目にある公立小学校。

## 沿革
- 1992年（平成4年）7月1日 - 起工式。
- 1993年（平成5年）
  - 3月13日 - 新設学校名が「学園木花台小学校」と決定。
  - 3月22日 - 「学校名札」を掲げる。
  - 3月31日 - 竣工。
  - 4月1日 - 開校。教職員22名着任。各学年2学級の計12学級でスタートを切った。
  - 5月15日 - 校章と校歌制定。
  - 5月31日 - 学校木を「さくら」に決定。
  - 6月26日 - 体育館へ「校歌」の浄書を展示。
  - 6月28日 - 落成式。
- 1994年（平成6年）3月31日 - 玄関前に方形の花壇を設置、その西側に歩道を設置。
- 1997年（平成9年）11月20日 - パソコン機器設置、完備。
- 2001年（平成13年）
  - 2月28日 - 幼児用プール工事完了。
  - 3月30日 - 校内LANシステム工事完了。各教室パソコン2台設置。
  - 11月30日 - 普通教室棟にエレベーター完成。校内完全バリアフリー化。
- 2002年（平成14年）11月29日 - 学校創立10周年記念式典挙行、記念植樹、除幕式実施。
- 2003年（平成15年）4月1日 - 2学期制試行。
- 2004年（平成16年）
  - 4月1日 - 2学期制導入。
  - 8月 - 全普通教室扇風機設置。
  - 9月1日 - 学校敷地内完全禁煙実施。
- 2005年（平成17年）8月 - 運動場全面整備。
- 2006年（平成18年）
  - 2月18日 - 運動場遊具の安全点検・補修工事及び塗装。
  - 3月20日 - 体育館屋根雨漏り補修工事。
- 2007年（平成19年）10月30日 - 給食室改修（ドライシステム化）。
- 2008年（平成20年）
  - 1月31日 - 東門改修（門扉設置）。
  - 2月18日 - 25m改修（塗装及び安全器具設置全面）。
- 2009年（平成21年）4月1日 - 特別支援教育・情緒障害児学級開設（さくら学級1・ひまわり学級1）。
- 2010年（平成22年）
  - 2月20日 - 学校ICT環境整備事業により、地上デジタルテレビ22台、実物投影機21台設置。
  - 3月30日 - 2階東側女子トイレバリアフリー化。
- 2011年（平成23年）
  - 2月23日 - フッ化物洗口開始。
  - 8月31日 - 個別指導教室改修。
- 2012年（平成24年）
  - 11月25日 - 学校創立20周年記念集会開催。
  - 12月28日 - 2階西側・3階トイレバリアフリー改修。
- 2017年（平成29年）5月31日 - 運動場緑化計画（芝生植え）。
- 2021年（令和3年）4月1日 - GIGAスクール構想に基づき、小・中学校のWi-Fi通信ネットワーク環境下で使用可能な児童への1人1台の学習用タブレット端末を整備[1]。
- 2023年（令和5年）
  - 6月1日 - コミュニティスクール設置[1]。
  - 12月11日 - 学校創立30周年記念講演開催。

## 通学区域
- 大字加江田（一部）、学園木花台西（1丁目・2丁目）、学園木花台北（1丁目～3丁目）、学園木花台南（1丁目～3丁目）、学園木花台桜（1丁目・2丁目）[2][3]。

## 周辺
- 木花台4号児童公園
- 宮崎県道339号塩鶴木崎線

## アクセス
- 宮崎交通930系統・931系統のバスで、「木花台南」停留所から、
  - 白浜入口行のりばから、徒歩約510m・約8分。
  - 宮崎駅前行のりばから、徒歩約480m・約8分。
    - なお、学校敷地からバス停留所まで、直接距離は近いが、道路形状の関係で、大回りとなる。